# Yvonne Gustafsson

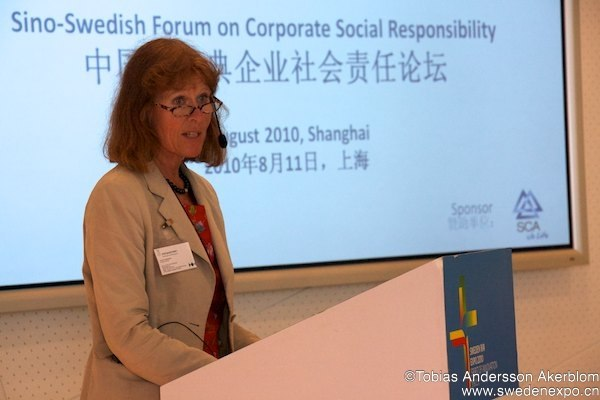
Yvonne Gustafsson på Världsutställningen i Shanghai 2010.

Gun Yvonne Gustafsson, född 1952, är en svensk civilekonom, ämbetsman, generaldirektör och före detta socialdemokratisk statssekreterare (1996-2003).
Gustafsson hade tidigare varit direktör på Svenska kommunförbundet och departementsråd på Finansdepartementet när hon 1996 utsågs till statssekreterare på Näringsdepartementet hos handelsminister Björn von Sydow. Hon fortsatte som statssekreterare även sedan Leif Pagrotsky 1997 övertagit ansvaret för handelsfrågorna som från 1998 sorterade under Utrikesdepartementet. Gustafsson blev 2000 statssekreterare på Försvarsdepartementet där hon återupptog sitt samarbete med Björn von Sydow. 
Hon var generaldirektör för Ekonomistyrningsverket 2003-2008 och därefter generaldirektör för Statskontoret 2008-2014. År 2014 utsågs hon till ordförande för Riksgälden och till ledamot av Finanspolitiska rådet. Från 2015 är hon vice ordförande i Finanspolitiska rådet.

## Utmärkelser
- H.M. Konungens medalj i 12:e storleken med Serafimerordens band, med motiveringen ”För betydelsefulla insatser inom svensk statsförvaltning”.[4]